# Fusako Kitashirakawa
Fusako Kitashirakawa (北白川房子, Kitashirakawa Fusako), née Fusako, Princesse Kane (周宮房子内親王, Kane-no-miya Fusako Naishinnō), 28 janvier 1890 à Tokyo – 11 août 1974 à Tokyo, est le onzième enfant et la septième fille de l'empereur Meiji du Japon et de l'une de ses consorts, Dame Sachiko.

## Biographie

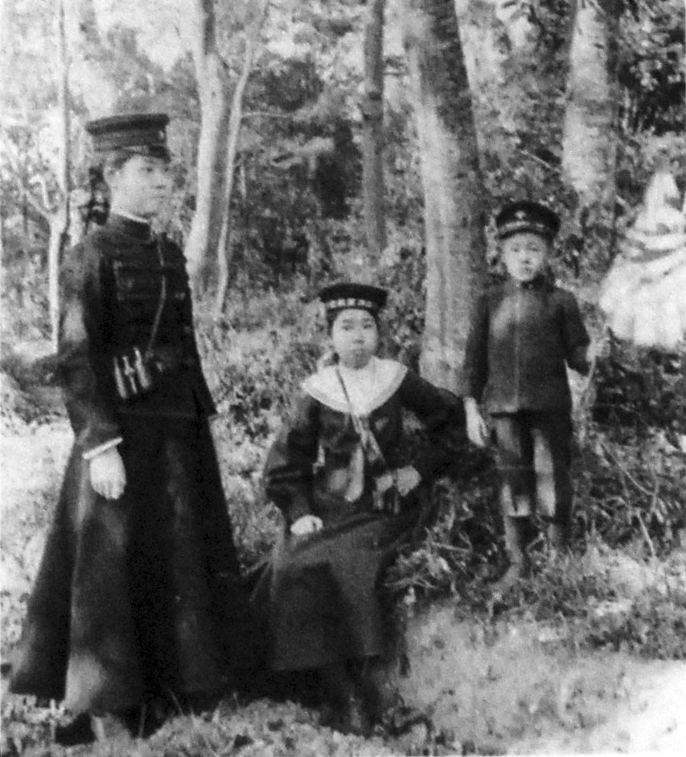
La princesse Fusako (à gauche) et la princesse Masako (à droite). La princesse Fusako porte un uniforme militaire féminin de l'Armée impériale japonaise.

Née à Tokyo, son nom d'enfance est Kane no miya (Princesse Kane).
Le 29 avril 1909, la princesse Kane épouse le prince Kitashirakawa (1887–1923), fils du prince Kitashirakawa Yoshihisa et de la princesse Tomiko. Après la mort de son père en novembre 1895 durant la première guerre sino-japonaise, le prince Naruhisa lui succède à la tête de la Maison des Kitashirakawa-no-miya. Le prince et la princesse Kitashirakawa ont un fils et trois filles :
1. Prince Nagahisa Kitashirakawa (北白川宮永久王, Higashikuni Nagahisa Ō?, 1910–1940)
2. Princesse Mineko Kitashirakawa (美年子女王, Mineko Joō?) (1910–1970); épouse le vicomte Tachibana Tanekatsu
3. Princesse Sawako Kitashirakawa (佐和子女王, Sawako Joō?) (1913–2001); épouse le vicomte Higashizono Motofumi
4. Princesse Taeko Kitashirakawa (多惠子女王, Taeko Joō?) (1920–1954); épouse Tokugawa Yoshihisa.

En octobre 1947, les Kitashirakawa et les autres branches de la famille impériale du Japon sont démis de leurs titres et privilèges pendant l'occupation américaine du Japon et ramenés au rang de roturiers. L'ancienne princesse sert en tant que gardienne et prêtresse du Ise-jingū jusqu'à sa mort le 11 août 1974 à l'âge de 84 ans.

## Titres et styles
- 28 janvier 1890 – 29 avril 1909 : Son Altesse Impériale La Princesse Kane
- 29 avril 1909 – 1er avril 1923 : Son Altesse Impériale The Princess Kitashirakawa
- 1er avril 1923 – 14 octobre 1947 : Son Altesse Impériale The Dowager Princess Kitashirakawa
- 14 octobre 1947 – 11 août 1974 : Mme. Naruhisa Kitashirakawa

## Honneurs
- Grand Cordon de l'Ordre de la Couronne précieuse

## Source de la traduction
- (en) Cet article est partiellement ou en totalité issu de l’article de Wikipédia en anglais intitulé « Fusako Kitashirakawa » (voir la liste des auteurs).